# San Esteban del Molar (kommunhuvudort)
San Esteban del Molar är en kommunhuvudort i Spanien.   Den ligger i provinsen Provincia de Zamora och regionen Kastilien och Leon, i den nordvästra delen av landet, 230 km nordväst om huvudstaden Madrid. San Esteban del Molar ligger 732 meter över havet och antalet invånare är 168.
Terrängen runt San Esteban del Molar är platt. Runt San Esteban del Molar är det glesbefolkat, med 9 invånare per kvadratkilometer. Närmaste större samhälle är Benavente, 12,7 km nordväst om San Esteban del Molar. Trakten runt San Esteban del Molar består till största delen av jordbruksmark.